# Saint-Liboire (Quebec)
Saint-Liboire (ou Saint-Liboire-de-Bagot) é uma municipalidade de Maskoutains em Quebec, (Canadá), localizado na região administrativa de Montérégie.

## História
Antes da fundação de Saint-Liboire, o território atual da cidade era incluído na Seigneurie de Ramezay concedida à Claude de Ramezay por volta de 1710.
A vila foi fundada em 1857 com o objetivo de oferecer mais terras agricultáveis aos colonos católicos oriundos da região de Saint-Hyacinthe e acabou por tornar-se a cidade principal do distrito de Bagot.